# باتريك أرنولد
باتريك أرنولد (بالإنجليزية: Patrick Arnold)‏ هو كيميائي أمريكي، ولد في 1966 في غويلفورد في الولايات المتحدة.